# Давид Ланзафаме
Давид Ланзафаме (итал. Davide Lanzafame; Торино, 9. фебруар 1987) је италијански фудбалски тренер и бивши професионални играч, који је играо на позицији нападача или десног крила. Био је најбољи стрелац мађарског фудбалског првенства у сезонама 2017/18. и 2018/19.

## Клупска каријера
Ланзафаме је рођен у Торину. Отац му је био из Катаније, а мајка из Пијемонта. Био је део омладинског погона Јувентуса. Наступао је на турнирима као што је Трофеј Ђакинто Факетии. Његов деби за Јувентус се догодио у сезони 2006/07, када су Бјанконери били у Серији Б. Пјерлуиђи Казираги га је 2008. године уврстио у шири списак првог тима за турнир у Тулону и уврстио га у резерву за Летње олимпијске игре у Пекингу.
Почетком априла 2008. тренер Барија Антонио Конте упоредио је Давидеов потенцијал са Кристијаном Роналдом у интервјуу за Газету дело Спорт: „Ланзафаме је добро тактички припремљен. Веома је експлозиван, циљно оријентисан и има одличну брзину. Ако вредно тренира, може да постане следећи Кристијано Роналдо." Током свог боравка у Барију, Ланзафаме је постигао само 10 голова у сезони 2007/08 Серије Б.
Дана 1. јула 2008. Ланзафаме је укључен у уговор о преузимању нападача Амаурија. Јувентус је продао половину права играчу и послао Антонија Ночерина у Палермо. После разочаравајуће прве половине сезоне у Палерму (Ланзафаме није често улазио у тим), Бјанконери, покушавајући да задрже играча у Серији А, вратили су га на позајмицу Барију.. Сезону 2009/10, заједничком одлуком Палерма и Јувентуса, Ланзафаме је провео у Парми. Дана 9. маја 2010. постигао је 2 гола против Јувентуса и донео победу Парми. Дана 25. јуна 2010, Палермо и Јувентус продужили су уговор о заједничком власништву на још годину дана, преневши играча на Стару даму за сезону 2010/11. Дана 4. јануара 2011. прешао је у Брешу на позајмицу до 30. јуна 2011. године.
Дана 25. јуна 2011. објављено је да је Јувентус из Торина уступио својих 50% права на играча клубу из Палерма.

## Репрезентација
Давид Ланзафаме је играо за Италијанску фудбалску реорезентацију у селекцији до 21 године. За репрезентацију је дебитовао је 5. септембра 2008. године у мечу против репрезентације Грчког у утакмици која је завршила резултатом 1 : 1.

## Остварења

### Клуб
Хонвед Бп.
- НБ I:  
  - шампион: 2016/17.
- Куп Мађарске у фудбалу:  
  - првак: 2019/20.

Ференцварош
- НБ I:  
  - шампион: 2018/19.

### Индивидуално
- Најбољи стрелац Мађарске лиге: (2): 2017/18., 2018/19.